# Переверзев, Юрий Олегович
Юрий Олегович Переверзев (род. 10 декабря 1975 год Ленинабад, Таджикистан, СССР) — 5-й глава города Первоуральск с 18 марта 2011 по 25 июля 2013 года.

## Ранние годы
Родился в городе Ленинабаде Таджикской ССР (ныне город Ходжент, Республика Таджикистан). В 1986 году вместе с родителями переехал на постоянное место жительства в город Ноябрьск, Тюменская область.
Воспитывался в семье рабочих. Отец — Переверзев Олег Юрьевич, мать — Переверзева Рушания Вазыховна.
Окончил среднюю образовательную школу в городе Ноябрьск. В 1993 году поступил учиться в Уральский Институт экономики, управления и права (Екатеринбург), который окончил по специальности «экономист», квалификация «управление на предприятии», специализация «хозяйственное право». В 1997 году там же начал преподавать экономические дисциплины — «Основы маркетинга» и «Страховое дело».

## Карьера
В 1998 году начал работу на Государственном предприятии Птицефабрика «Первоуральская» (на тот момент крупнейший производитель мяса птицы в регионе) в качестве заместителя директора по маркетингу. С 2004 года за успехи в работе Министерством сельского хозяйства Свердловской области назначен заместителем директора по производству птицефабрики «Первоуральская». В 2005 году начал работать генеральным директором ООО «Хладокомбинат № 3» (входит в десятку крупнейших производителей мороженого в России, торговые марки ГОСТовский, «Вечерний Екатеринбург») города Екатеринбурга. После ухода с должности занимался разработкой программы по «Продовольственной и экологической безопасности Первоуральска».
В 2009 году вступил в политическую партию КПРФ, к 2011 году став секретарём Первоуральского отделения КПРФ по идеологии. С 2008 по 2011 год издавал Общественно-политическую газету «Общественная безопасность — Урал», одновременно являясь её главным редактором. На досрочных выборах Главы ГО Первоуральск был выдвинут Первоуральским отделением КПРФ в качестве кандидата.
В марте 2011 года победил на досрочных выборах Главы Городского округа Первоуральск, став пятым Главой Первоуральска (4-й по численности город в Свердловской области с населением около 150 тысяч человек). В 2013 году отправлен в отставку депутатами Первоуральской городской Думы от фракции «Единая Россия».
Вскоре после ухода с поста главы Первоуральска, в ноябре 2013 года Юрий Переверзев вступил и сразу возглавил Свердловское региональное отделение партии «Яблоко», оставшееся без руководителя в марте 2013 года.
В мае 2017 года глава Екатеринбурга Евгений Ройзман объявил об участии в выборах губернатора Свердловской области от партии «Яблоко». Юрий Переверзев выступил против этого и на партийной региональной конференции 17 июня 2017 года объявил, что выходит из партии вместе с ещё девятью делегатами в знак протеста против навязанной кандидатуры главы Екатеринбурга. Переверзев сообщил, что федеральное руководство «Яблока» проигнорировало предложение провести отбор кандидата от партии на альтернативной основе. Также Переверзев отметил, что Ройзман не представил свою предвыборную программу и не наладил «взаимодействие» с региональным отделением «Яблока». Лидер «Яблока» Григорий Явлинский сообщил, что в связи с выходом Переверзева провести региональную конференцию невозможно и поэтому вопрос о выдвижении кандидата в губернаторы Свердловской области будет рассматриваться в Москве на федеральном бюро партии. 21 июня 2017 года, на заседании федерального бюро партии «Яблоко», Ройзман был выдвинут кандидатом в губернаторы Свердловской области. Переверзев заявил, что выдвижение Ройзмана сомнительно юридически, так как федеральное бюро получает право на такое решение только после закрытия регионального отделения (деятельность свердловского отделения «Яблока» формально не была прекращена, а только приостановлена).
С июня 2017 года Юрий Переверзев беспартийный и не состоит в каких-либо политических организациях.
С конца 2016 года Юрий Переверзев приступил к организации образовательного проекта в области цифровых технологий для школьников Свердловской области. С весны 2017 года становится директором Автономной некоммерческой организации "Уральская научно-техническая творческая мастерская «M-LABS» (АНО УНТТМ «М-ЛАБС»). Организация является резидентом Технопарка высоких технологий Свердловской области «Университетский» — региональный оператор Сколково. Основные направления деятельности M-LABS: образовательные программы в сфере цифрового проектирования, компьютерного моделирования и аддитивных технологий, а также производство промышленных 3д-принтеров. АНО "УНТТМ «М-ЛАБС» с 2017 года является организатором Областного открытого конкурса «Путь в цифровое будущее» среди школьников и студентов при поддержке Министерства образования и молодёжной политики Свердловской области и телекоммуникационной группы «Мотив». С 2019 года M-LABS — региональный координационный центр программы ранней профессиональной подготовки и профориентации «ЮниорПрофи», организованной Фондом «Вольное Дело».
В 2020 году Юрий Переверзев, как основатель "Уральская научно-техническая творческая мастерская «М-ЛАБС», вошел в ежегодный рейтинг российского регионального периодического издания «Деловой квартал» под названием «ТОП-40 Главные люди Урала 20/20 — 40 главных персон Екатеринбурга и Свердловской области» в номинации «Трансформация бизнеса. П роизводственные и сбытовые предприятия».

## Личная жизнь
Женат. Трое детей (сын Данил 2000, дочь Арина 2008 года рождения и сын Тимофей 2015).